# Похитители на боички
„Похитители на боички“ (на руски: Похитители красок) е съветски анимационен филм от 1959 година на режисьора Лев Атаманов, създаден от киностудиото Союзмултфилм.

## Сюжет
Драматична история за любовта между светлосинята и розовата боички, на която се противопоставя черната. Странни неща се случват в детския магазин когато падне мрак. Играчките оживяват, тубичките с боички излизат от своите кутии за да превърнат нощната тъма в цветен ден. Между светлосинята и розовата боички припламва искрата на любовта. Това не е по вкуса на черните боички, които желаят да потулят света в мрак. Те отвличат розовата боичка, заедно с други кутии с боички, с намерението да ги изхвърлят в шадравана на магазина. Светлосинята боичка, с помощта на останалите оживели играчки, успява да ги спаси и отново да превърне света в цветен.

## В ролите
Персонажите във филма са озвучени с гласовете на:
- Нина Гуляева като розовата боичка
- Игор Дивов като светлосинята боичка
- Алексей Кривченя като черната боичка

## Награди
- Диплома от 3-тия Международен кинофестивал за анимационни филми в Анси, Франция от 1960 година.